# Kauhe De Favre
Kauhê De Favre, más conocido como Kauhê (Campo Grande, Mato Grosso do Sul; 5 de enero de 1991) es un futbolista brasileño de origen italiano. Se desempeña habitualmente como mediocampista central.